# Lind (Gemeinde Weitensfeld im Gurktal)
Lind ist eine Ortschaft in der Gemeinde Weitensfeld im Gurktal im Bezirk St. Veit an der Glan in Kärnten. Die Ortschaft hat 23 Einwohner (Stand 1. Jänner 2024). 

## Lage
Lind liegt im Süden der Gemeinde Weitensfeld, auf dem Gebiet der Katastralgemeinde Wullroß, etwa 1 km Luftlinie nordöstlich bzw. etwa 200 Höhenmeter oberhalb des Goggausees und etwa 2 ½ km südlich von Zammelsberg.
Zur Ortschaft gehören die Häuser Wadl (Hausnr. 1), Stoffl (Nr. 3), Lasam (Nr. 4), Wadlkeusche (Nr. 5, etwas südwestlich unterhalb der übrigen Häuser gelegen), Waldkeusche (Nr. 6), Steindorfer (Nr. 7), Sandrisser (Nr. 8) und einige Häuser ohne Vulgonamen (Nr. 9, 10, 11, 12, 13, 14, 15).

## Geschichte
Der Ort wird 1260 als Linte genannt.
Vermutlich hatten im Mittelalter die von Jakob Unrest erwähnten Adeligen Lind aus dem Gurktal hier ihren Sitz.
Bei Gründung der Ortsgemeinden Mitte des 19. Jahrhunderts kam Lind an die Gemeinde Weitensfeld.
Im Mai 1938 brannten die Wirtschaftsgebäude des damaligen vulgo Stark (Nr. 5) ab.
Bei der Kärntner Gemeindestrukturreform von 1973 kam Lind an die damals neu errichtete Gemeinde Weitensfeld-Flattnitz, bei deren Auflösung 1991 wieder zur Gemeinde Weitensfeld im Gurktal.

## Bevölkerungsentwicklung
Für die Ortschaft ermittelte man folgende Einwohnerzahlen:
- 1816: 16 Einwohner[5]
- 1869: 5 Häuser, 42 Einwohner[6]
- 1880: 5 Häuser, 25 Einwohner[7]
- 1890: 6 Häuser, 31 Einwohner[8]
- 1900: 5 Häuser, 37 Einwohner[9]
- 1910: 5 Häuser, 36 Einwohner[10]
- 1923: 6 Häuser, 39 Einwohner[11]
- 1934: 39 Einwohner[12]
- 1961: 7 Häuser, 43 Einwohner[13]
- 2001: 13 Gebäude (davon 12 mit Hauptwohnsitz) mit 13 Wohnungen; 31 Einwohner und 7 Nebenwohnsitzfälle; 12 Haushalte; 0 Arbeitsstätten, 7 land- und forstwirtschaftliche Betriebe[14]
- 2011: 13 Gebäude, 23 Einwohner, 11 Haushalte, 0 Arbeitsstätten[15]
- 2021: 14 Gebäude, 21 Einwohner, 11 Haushalte, 2 Arbeitsstätten[16]